# 菲茨罗伊峰
菲茨罗伊峰（西班牙語：Monte Fitz Roy；）位于南美洲南巴塔哥尼亚冰原，阿根廷与智利交界处，海拔3359米，相对高度1951米。菲茨罗伊峰险峻陡峭，且气候多变，常年笼罩在云雾之中，当地的特维尔切人称其为“Chaltén”，意思是“冒烟的山”。

## 名称
Cerro是一个西班牙语单词，意思是山，而Chaltén是来自一个特维尔切语的单词，意思是“冒烟的山”，由于在山顶周围通常笼罩着的云而得名。然而，菲茨罗伊只是特维尔切语众多被称为Chaltén的山峰之一。

## 发现
据记载，第一批看到菲茨罗伊峰的欧洲人是西班牙探险家安东尼奥·德维德玛和他的同伴，他们于1783年到达了别德马湖畔。
阿根廷探险家法蘭西斯科·莫雷诺于1877年3月2日看到了这座山。他把它命名为菲茨罗伊，以纪念罗伯特·菲茨罗伊，他作为英国皇家海军小猎犬号的船长，在1834年沿着圣克鲁斯河航行，绘制了巴塔哥尼亚海岸的大部分地区。

## 现况
阿根廷和智利已同意其国际边界向东绕行以越过主要峰顶，但到峰顶以南的穆拉隆山边界的很大一部分仍然不确定。这座山是阿根廷圣克鲁斯省的象征，其官方图章上包括这座山峰。

## 图集

菲茨罗伊峰的清晨全景
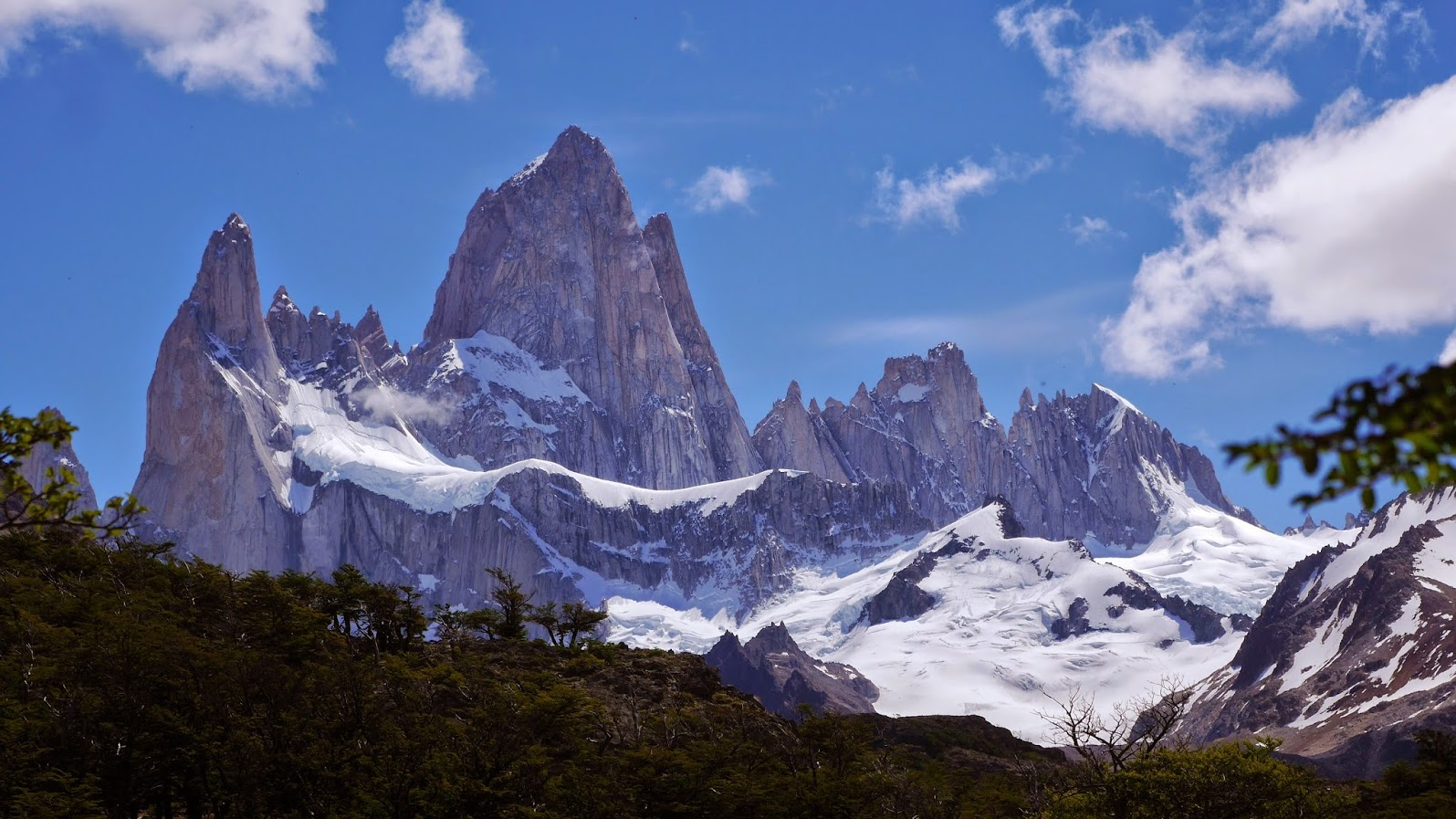
菲茨罗伊峰，摄于2015年1月16日
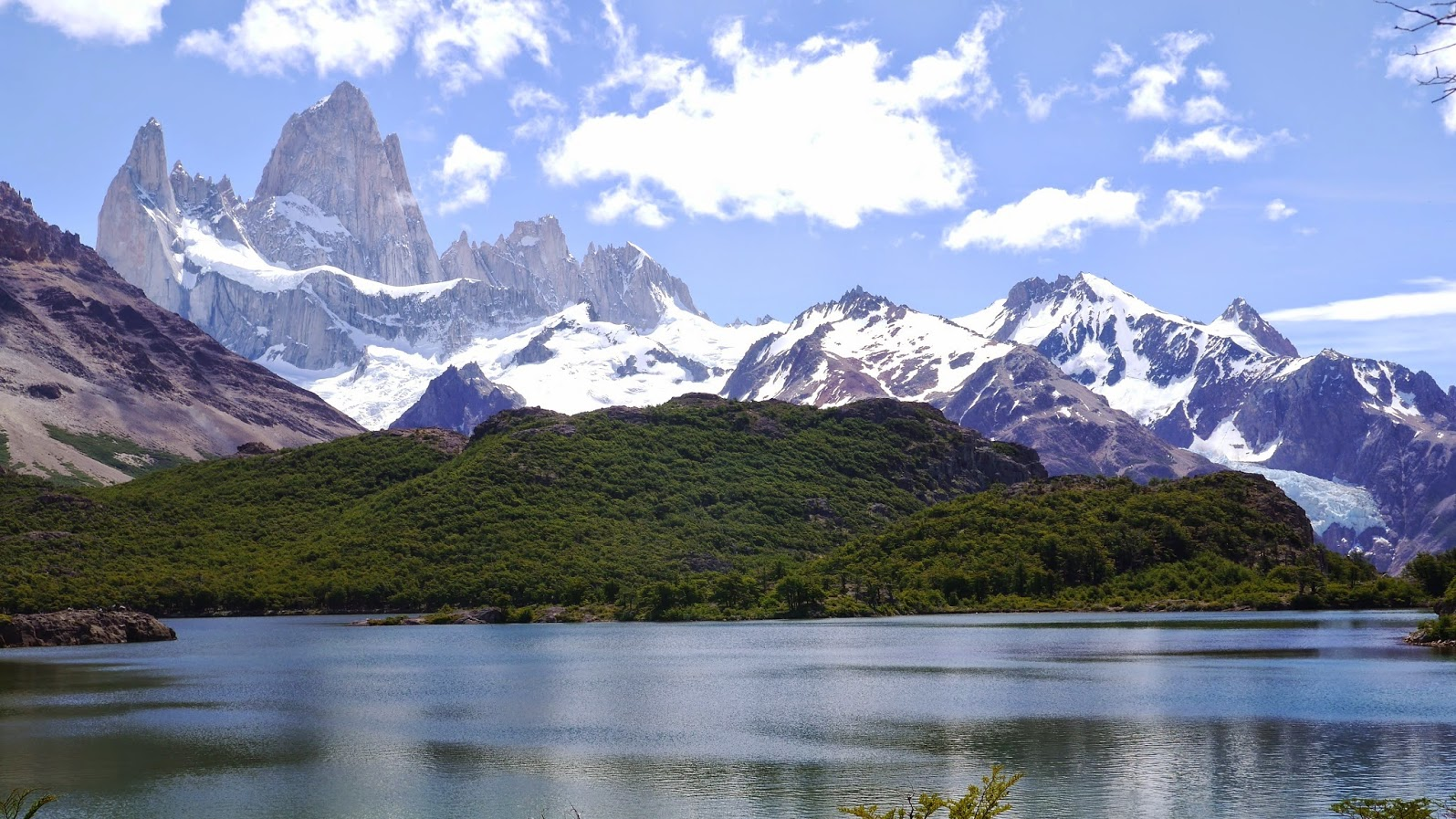
菲茨罗伊和卡普里湖-冰川国家公园，摄于2015年1月16日
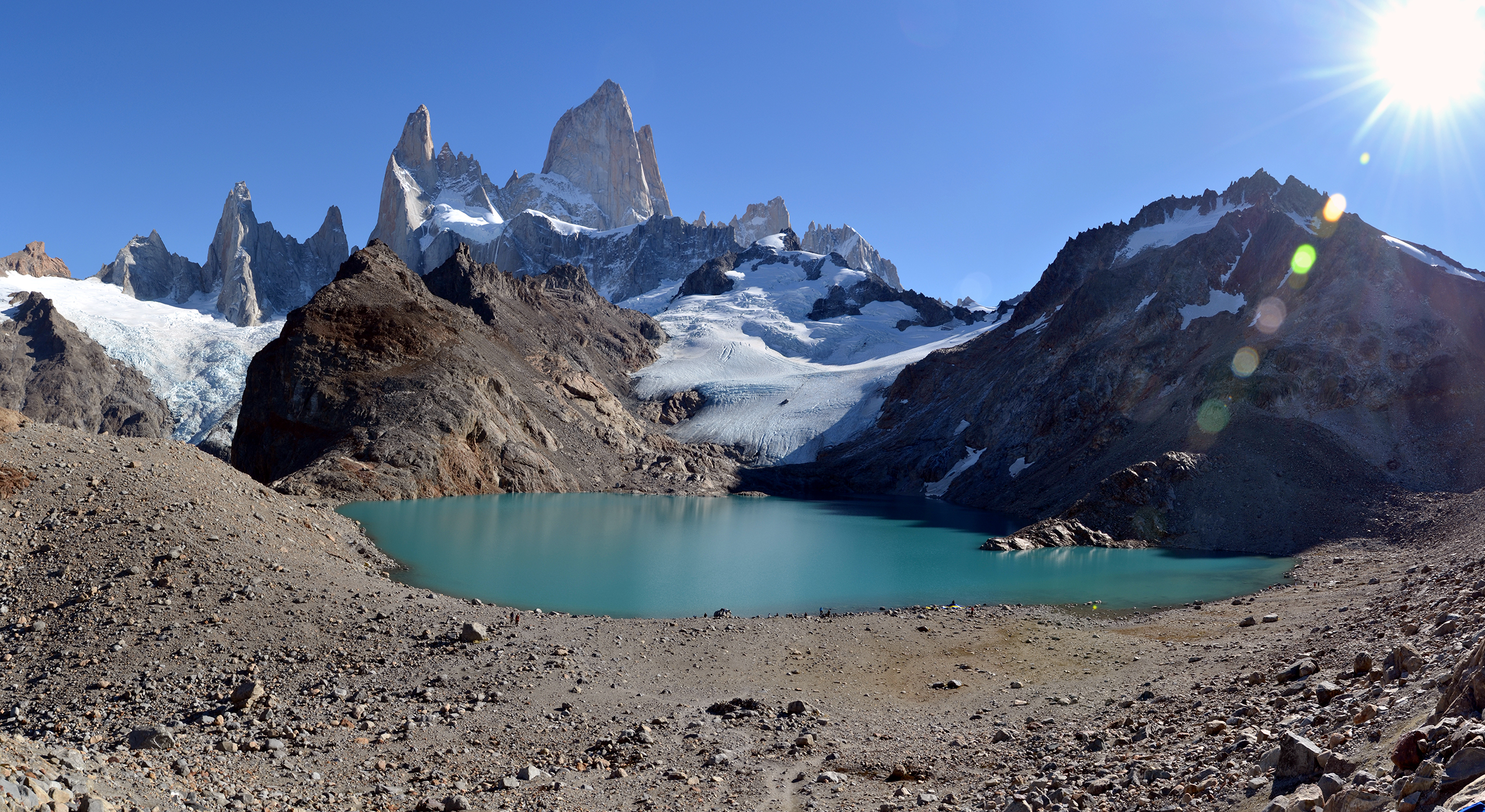
菲茨罗伊和洛斯特雷温泉盆地-冰川国家公园，摄于2016年4月
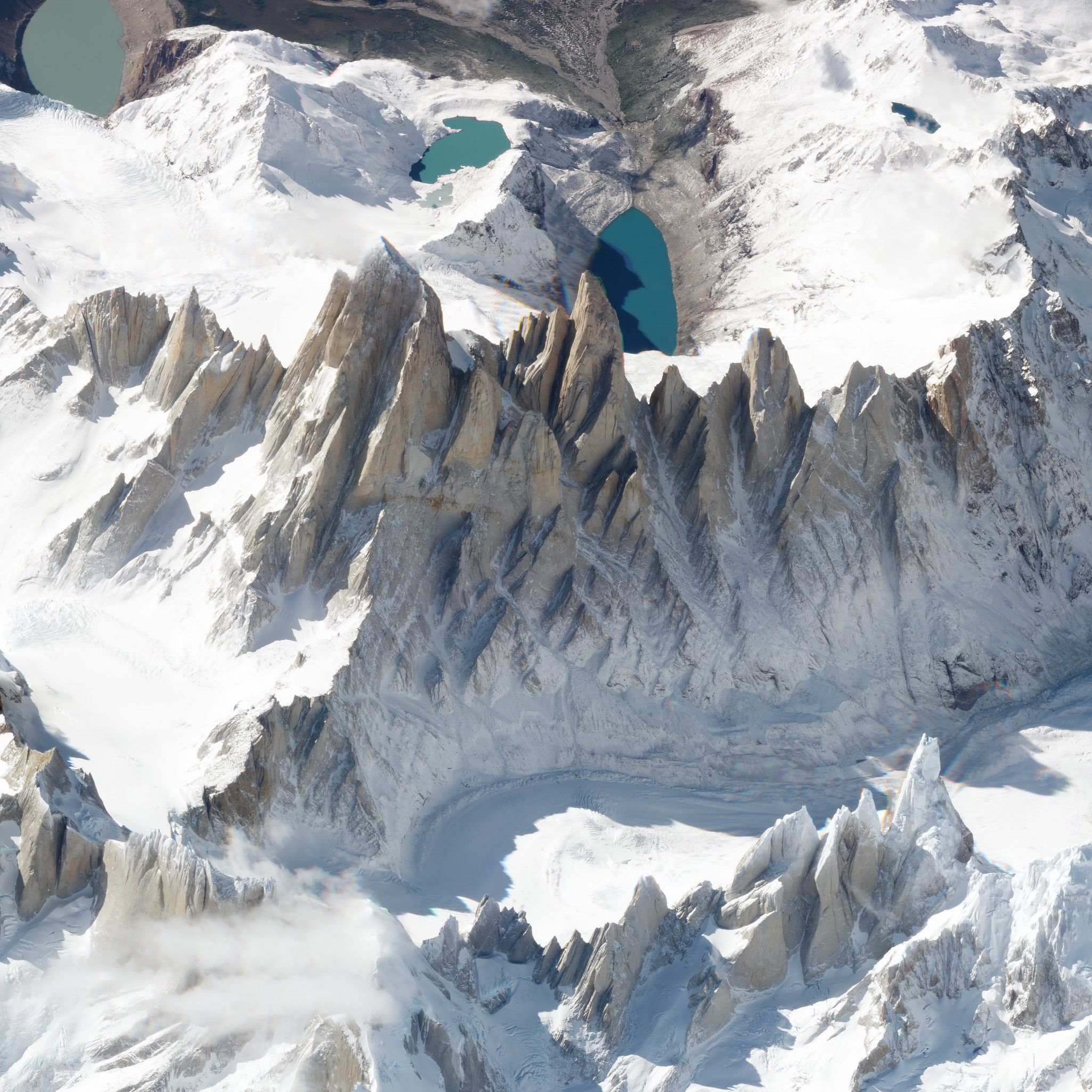
菲茨罗伊的卫星图像